# 张平祥
张平祥（1965年3月—），陕西宝鸡人，西北有色金属研究院院长，中国工程院院士。

## 生平
1985年毕业于陕西师范大学物理系，获学士学位。1988年硕士毕业于陕西师范大学物理系低温物理专业。1996年博士毕业于东北大学材料物理专业。